# 日本三古碑
日本三古碑（にほんさんこひ）は日本各地に点在する古代碑のうち、書道史の上から極めて重要とされている碑（金石文）に関する名数。

## 概要
宮城県多賀城市の多賀城碑、群馬県高崎市吉井町の多胡碑、栃木県大田原市の那須国造碑、および、京都府宇治市の宇治橋断碑がそれぞれ日本三古碑と呼ばれている。いずれも飛鳥時代～奈良時代にかけての8世紀前後のものである。
古来古墳時代から鉄剣や石などに文字を刻み、墓の墓誌や死者の副葬品、あるいは特定の出来事を記録する記念碑など多種多様の金石文が作られた。多くが時代の闇の彼方に姿を消すものの、金属や石などの剛健な物に刻まれている事から、伝来、若しくは発掘された場合、当時の出来事を鮮明に伝えるものとなる。そうした石に刻まれた金石文、即ち「碑」の中で、書道史上から重要とされ日本三古碑と言われるようになった。
三古碑というまとめ方が生じたのは明治時代に入ってからと考えられているが、その経緯は不明である。考古学的に古い順によるものではなく、これらより古い碑が存在する。例えば多胡碑の周囲には山ノ上碑、金井沢碑という古代碑が点在しており、多胡碑を含め上野三碑と呼ばれる。この中で一番古いのは681年建碑の山ノ上碑であり、8世紀後半建碑と推定される多胡碑より古いだけでなく、日本三古碑中最古の建碑である那須国造碑（700年建碑）よりも古い。
| 名称     | 多賀城碑                                                                                     | 多胡碑                                                                                     | 那須国造碑                                                                                 | 宇治橋断碑                                                                                 |
| -------- | -------------------------------------------------------------------------------------------- | ------------------------------------------------------------------------------------------ | ------------------------------------------------------------------------------------------ | ------------------------------------------------------------------------------------------ |
| 所在地   | 宮城県多賀城市 （北緯38度18分12.6秒 東経140度59分18.4秒 / 北緯38.303500度 東経140.988444度） | 群馬県高崎市 （北緯36度15分53.5秒 東経138度59分47.2秒 / 北緯36.264861度 東経138.996444度） | 栃木県大田原市 （北緯36度49分8.6秒 東経140度7分18.7秒 / 北緯36.819056度 東経140.121861度） | 京都府宇治市 （北緯34度53分35.7秒 東経135度48分28.7秒 / 北緯34.893250度 東経135.807972度） |
| 国の指定 | 国宝 （2024年8月27日）                                                                       | 特別史跡 （1954年3月20日）                                                                 | 国宝 （1952年11月22日）                                                                    | 重要文化財 （1965年5月29日）                                                               |
| 外観     | （2015年6月）                                                                                | （2015年3月）                                                                              | （大正期の写真）                                                                           | （2013年9月）                                                                              |
| 令制国   | 陸奥国（陸前国）                                                                             | 上野国                                                                                     | 下野国                                                                                     | 山城国                                                                                     |
| 建立年   | 762年（天平宝字6年）                                                                         | 8世紀後半                                                                                  | 700年                                                                                      | 646年（大化2年）?                                                                          |
| 字数     | 11行 140字                                                                                   | 06行 80字                                                                                  | 08行 152字                                                                                 | 03行 96字                                                                                  |
| 拓本     |                                                                                              |                                                                                            |                                                                                            |                                                                                            |

## 多賀城碑
天平宝字6年（762年）12月1日建碑。奈良時代に建設された多賀城の修築記念に建碑され、多賀城までの各地域からの行程、及び設置、修築の経緯が刻まれている。国宝に指定されている。

## 多胡碑
和銅4年（711年）3月9日に多胡郡が設置された事を記念するために建碑。弁官局からの命令が刻まれており、穂積親王、藤原不比等などの当時の高官の名もうかがえる。国の特別史跡に指定されている。

## 那須国造碑
700年建碑。689年、那須国造で評督に任ぜられた那須直葦提の事績を、息子の意志麻呂らが顕彰するために建碑され、公の事跡を記録した他の二碑とは性格が異なる。国宝に指定されている。